# Missoula
Missoula je město ležící na západě amerického státu Montana. Je sídlem okresu Missoula County. V roce 2010 žilo ve městě 66 788 obyvatel, v celém okrese pak 109 299 obyvatel. Od roku 1920 Missoula trvale rostla. V roce 2000 se Missoula stala druhým nejlidnatějším městem státu Montana. Od roku 2000 je Missoula třetí nejrychleji rostoucí město ve státě Montana.
Missoula byla založena v roce 1860 jako Hellgate Trading Post, později byla přejmenována na Missoula Mills ("Missoula" podle domorodého označení oblasti a "Mills" podle prosperujícího mlýna a pily, což byl první průmysl v Missoule). Slovo "Mills" bylo z názvu odstraněno v názvu v roce 1877.
Missoule se přezdívá "zahradní město" podle rozlehlých sadů, které lemovaly periferii města, a velkých květinových a zeleninových zahrad, které vlastnili Cyrus a William MC Whirkovi, a které tvořily východní vstup do města. Přestože město vzniklo jako obchodní centrum se zemědělským a dřevozpracujícím průmyslem, obyvatelstvo současné Missouly je zaměstnáno především v oborech vzdělávání, státní správy, zdravotnictví, cestovním ruchu a službách.
Missoula je univerzitní město, kterému vévodí University of Montana, kde pracuje a studuje čtvrtina obyvatel města. Missoula je také známa jako rodiště Jeannette Rankinové, první ženy, která byla zvolena do amerického kongresu. V Missoule se také nachází největší pivovar státu Montana. Nová budova knihovny získala mezinárodní cenu Veřejná knihovna roku 2022, udílenou každoročně IFLA.